# The Pleasure Garden (1925)
The Pleasure Garden' is een Britse-Duitse stomme film uit 1925, gebaseerd op het gelijknamige verhaal van Oliver Sandys. Het is de eerste film geregisseerd door Alfred Hitchcock. De hoofdrollen worden gespeeld door Virginia Valli, Carmelita Geraghty en Miles Mander.

## Verhaal
De film draait om Patsy Brand, een vrouw die als danseres werkt in een theater genaamd "Pleasure Garden". Ze trouwt met Levett, een avonturier. Voor het huwelijk leert ze Jill, de vriendin van Levetts vriend Hugh, kennen. Patsy helpt Jill aan een baan in het theater.
Levett en Hugh gaan op reis naar een van de Britse koloniën. Wanner Patsy echter bericht ontvangt dat haar man ziek zou zijn, reist ze hem na. Ze ontdekt echter dat hij niet alleen niet ziek is, maar bovendien flink de bloemetjes buiten zet met een inheemse vrouw uit de kolonie. Ondertussen, thuis, profiteert Jill van Hughs afwezigheid om daar eens van het luxe leven te gaan genieten.

## Rolverdeling
| Acteur             | Personage      |
| ------------------ | -------------- |
| Virginia Valli     | Patsy Brand    |
| Carmelita Geraghty | Jill Cheyne    |
| Miles Mander       | Levet          |
| John Stuart        | Hugh Fielding  |
| Ferdinand Martini  | Mr. Sidey      |
| Florence Helminger | Mrs. Sidey     |
| Georg H. Schnell   | Oscar Hamilton |
| Karl Falkenberg    | Prins Ivan     |

## Achtergrond
Michael Balcon gaf Hitchcock toestemming om de film te regisseren, toen een jaloerse medewerker van Gainsborough Pictures hem het regiewerk voor The Rat had geweigerd. De film werd opgenomen in Duitsland en Italië. Het idee om een Amerikaanse actrice als Valli naar Europa te halen voor de hoofdrol kwam van Michael Balcon.
De productie werd gehinderd door meerdere tegenslagen. Zo raakte Hitchcock snel door zijn budget heen omdat Gaetano Ventimiglia, de cinematograaf, had geprobeerd de film te verbergen voor de Italiaanse politie. Toen dit uitkwam, moest de crew een aantal boetes betalen en nieuwe film kopen.
De film ging als eerste in Duitsland in première. In Engeland werd hij pas in 1927 officieel uitgebracht.